# Live at the Deer Head Inn (Jim-Snidero-Album)
Live at the Deer Head Inn ist ein Jazzalbum von Jim Snidero. Die am 31. Oktober 2020 im Jazzclub Deer Head Inn in Delaware Water Gap in Pennsylvania entstandenen Aufnahmen erschienen am 26. März 2021 auf Savant.

## Hintergrund
Der Altsaxophonist Jim Snidero trat während der COVID-19-Pandemie in den Vereinigten Staaten, nachdem er sieben Monate nicht mehr öffentlich gespielt hatte, bei einem auf Distanz gehaltenen Konzert in dem kleinen Club Deer Head Inn auf, einem Veranstaltungsort in Delaware Water Gap im Monroe County (Pennsylvania). In seinem Quartett spielten sein langjähriger Pianist Orrin Evans sowie der Bassist Peter Washington und der Schlagzeuger Joe Farnsworth. Zu den gespielten Stücken gehörten der Charlie Parker Bop-Blues „Now’s the Time“, außerdem Interpretationen von „Autumn Leaves“, „Ol’ Man River“ und „Who Can I Turn To“.
Zwei Tracks, „Autumn Leaves“ und das Finale, Jerome Kern & Otto Harbachs „Yesterdays“, wurden nach diesem Konzert im selben Raum im November 2020 aufgenommen.
Keith Jarrett spielte 1992 zusammen mit Gary Peacock und Paul Motian im Deer Head Inn, als der Veranstaltungsort in Delaware Water Gap neue Besitzer bekam und Jarrett etwa 30 Jahre nach seinem ersten ernsthaften Engagement als Frontmann eines Klaviertrios zurückkehrte, um seine Dankbarkeit zu zeigen.

## Titelliste
- Jim Snidero: Live at the Deer Head Inn (Savant Records, Inc. SCD 2193)[2]
  1. Band Intro von Denny Carrig
  2. Now’s the Time (Charlie Parker)
  3. Autumn Leaves (Joseph Kosma)
  4. Intro to Ol’ Man River
  5. Ol’ Man River (Jerome Kern)
  6. Bye Bye Blackbird (Ray Henderson)
  7. Idle Moments (Duke Pearson)
  8. Who Can I Turn To (Leslie Bricusse, Anthony Newley)
  9. My Old Flame (Arthur Johnston, Sam Coslow)
  10. Yesterdays (Jerome Kern, Otto Harbach)

## Rezeption
Matt Collar verlieh dem Album in AllMusic vier Sterne und schrieb, hier würden der Saxophonist und seine Bandkollegen kopfüber in eine geradlinige Mischung aus Jazzstandards eintauchen, die ihre versierten harmonischen Fähigkeiten und ihr warmes Gruppenspiel hervorheben. Live at the Deer Head Inn sei eine lebendige Erinnerung daran, wie aufregend und kreativ Live-Jazz oft sein kann.
Nach Ansicht von Jack Bowers, der das Album in All About Jazz rezensierte, verdiene Snidero für sein Album nicht nur gute Noten für seine typischerweise scharfen und fließenden Improvisationen, sondern auch für seinen Einfallsreichtum bei der Zusammenstellung eines Quartetts. Dies sei höchstwahrscheinlich die fähigste Rhythmusgruppe, die er unter den besten Bedingungen hätte aufbringen können, geschweige denn während einer ungezähmten Pandemie. Auch nach so vielen Jahren auf der Bühne bleibe Snidero an der Spitze seines Spiels. Seine Begleiter seien ebenso mutig und einfühlsam, was das Hören von Live at the Deer Head Inn zu einem großen Vergnügen mache.

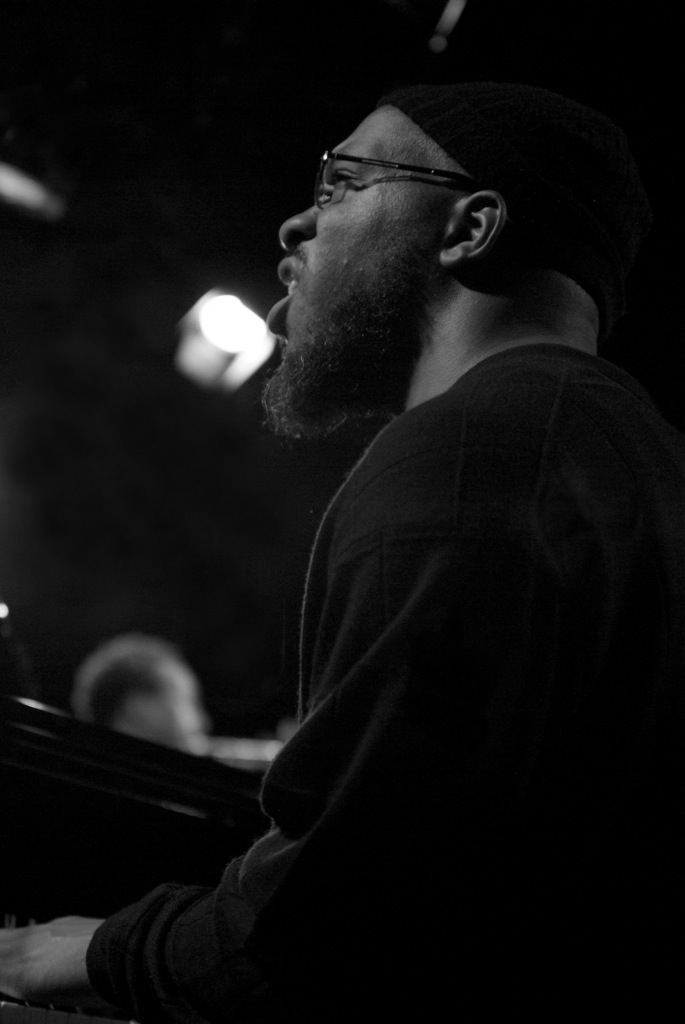
Orrin Evans (2008)

Dave Gelly schrieb in The Guardian, Snidero und Band würden „Komfortmusik auf die nächste Stufe bringen“ in diesem äußerst unterhaltsamen, manchmal umwerfenden Mitschnitt. Er bringe Snideros perfekten Geschmack mit Balladen hervor; dabei übertreibe er die Verzierung von „My Old Flame“ nie und setze den herrlichen Swing der ganzen Band in schnelleren Nummern frei. Bassist Peter Washington und Schlagzeuger Joe Farnsworth halten eine Art federnde Balance, die die Musik so anhebt, dass sie fast zu schweben scheint. Wie aufregend geradlinige Jazzimprovisation auf alten Songs sein kann, vergesse man leicht, bis so etwas unerwartet auftaucht.
Alexa Peters verlieh dem Album im Down Beat die Höchstbewertung von fünf Sternen und schrieb, insgesamt ergebe das gleichzeitige Bewusstsein des Quartetts füreinander, das Publikum, die Jazztradition und das Gewicht der Gegenwart eine faszinierende Live-Aufnahme. Snidero und seine Band zeigten durchweg unglaubliches Können und zarte Musikalität.
Simon Adams schrieb im Jazz Journal, Snideros Saxophon sei immer auf der Suche, neugierig, wohin ihn Melodie und Rhythmus als Nächstes führen könnte. Es sei offensichtlich eine gute Nacht gewesen, meint der Autor. Der Schatten der COVID-19-Pandemie hätte schwer über diesem Live-Auftritt gehangen, so Adams, daraus resultierte Snideros Wahl der Standards, denn sie sollten etwas bieten, was er „Komfortmusik“ nennt – das heißt, Trost in einer Zeit des Schmerzes, nicht Trost in der Leichtigkeit.
Sebastian Scotney (London Jazz News) lobte insbesondere das Spiel des Bassisten Peter Washington; er dieser sei „einfach erstaunlich, konstant und umwerfend gut. Seine Sololinien haben immer eine Richtung, ein Interesse, eine Geschichte, eine besondere Persönlichkeit. Es gibt einen besonderen Moment auf Autumn Leaves, wenn er ganz auf sich allein gestellt ist.“ Resümierend konstatiert Scotney, es fühle sich an wie ein Zeichen der Hoffnung an, ein Gebet für die Rückkehr von Live-Gigs, der Interaktion und des Wiederaufbaus von Gemeinschaften, die von einer Leidenschaft für großartige Live-Musik zusammengeführt werden.